# 贝多芬早期弦乐四重奏
《六首弦乐四重奏》，作品18，是路德维希·范·贝多芬于1798年创作的室内乐作品。为与作曲家中期和晚期的同类型作品相区分，这部作品亦被称为贝多芬早期弦乐四重奏。其风格为典型的古典乐派，清新明快、简洁易懂，但已经有了一些贝多芬独有的特质。